# Cisternone
Le Cisternone, ou Gran Conserva, est une citerne monumentale de style néoclassique construite dans la première moitié du XIXe siècle par l'architecte Pasquale Poccianti (it), pour l'approvisionnement en eau de Livourne.
Toujours en activité aujourd'hui, il est situé à la périphérie de la ville du XIXe siècle, sur le tracé de ce qui était la Viale degli Acquedotti (du nom de Giosuè Carducci depuis 1927), près de l'église Sant'Andrea et de la Pia Casa di Lavoro (it). Cependant, malgré l'importance historique et architecturale incontestable, le bâtiment est situé à côté d'une place utilisée essentiellement comme parking, servant en même temps de toile de fond à un carrefour routier très fréquenté, tandis que la bande entre le côté droit de la Cisternone et via del Corona sont piétonnes.

## Galerie

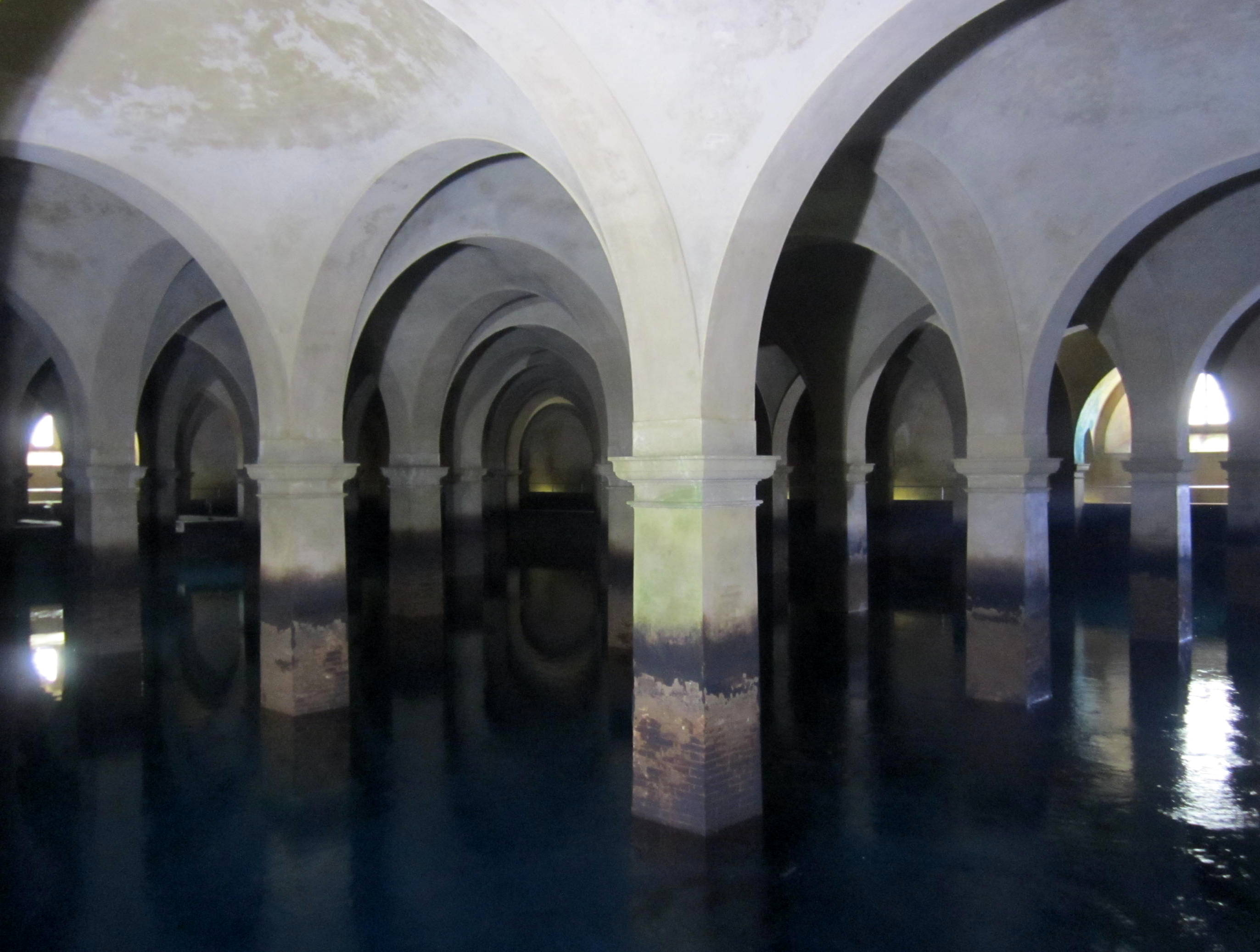
Vue intérieure.
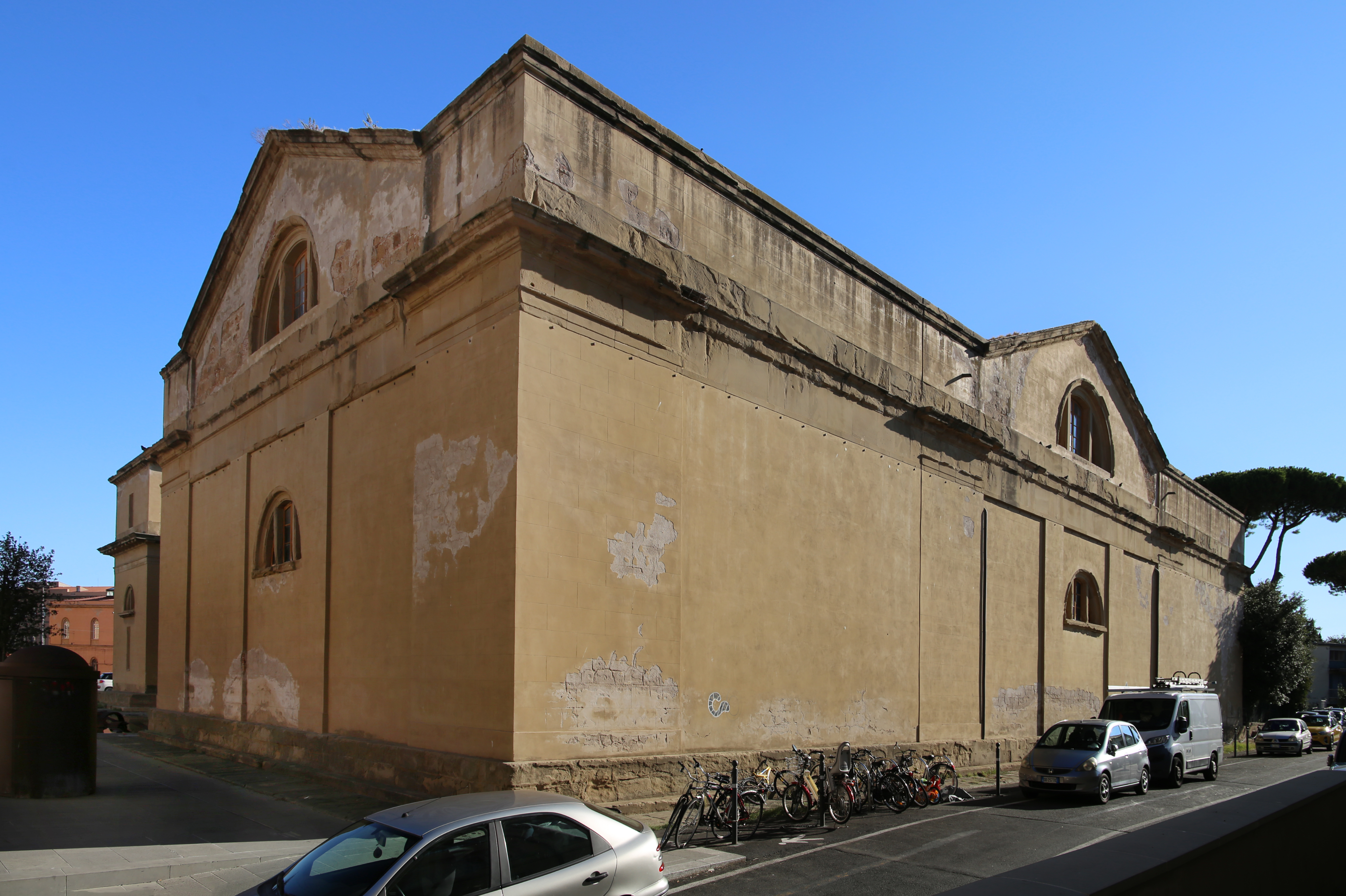
Vue arrière.